# Alexandra Germanowna Rasarjonowa
Alexandra Germanowna Rasarjonowa (internationale Umschrift: Razarenova, russisch Александра Германовна Разарёнова, * 17. Juli 1990 in Leningrad) ist eine russische Triathletin, dreifache Olympionikin (2012, 2016, 2020) Mitglied der russischen Elite-Damen-Mannschaft, zweifache russische Triathlon-Elite-Meisterin (2011, 2015) und U23-Europameisterin des Jahres 2011.

## Werdegang
Rasarjonowa besuchte eine Elite-Sportschule zur Heranbildung von olympischen Leistungssportlern in Sankt Petersburg (Училище олимпийского резерва № 1) und begann ihre internationale Karriere bereits 2005, als sie mit erst 15 Jahren in Alanya bereits an einem Elite-Europacup-Triathlon teilnahm. Von 2006 bis 2009 nahm sie an fünf Junioren-Europacup-Bewerben teil und erreichte jedes Mal Top-Ten-Platzierungen, darunter drei Goldmedaillen. 2009 wurde sie Vierte bei der Junioren-Europameisterschaft und 5. bei der Junioren-Weltmeisterschaft. Seit 2010 vertritt Rasarjonowa Russland in der Weltmeisterschaftsserie.

### U23-Europameisterin Triathlon 2011
2010 wurde sie Fünfte bei der U23-Weltmeisterschaft und 2011 schließlich U23-Europameisterin.

2011 nahm Rasarjonowa auch an der französischen Clubmeisterschaftsserie D1 Lyonnaise des Eaux teil und ging für Charleville Tri Ardennes (CTA) an den Start. In Paris (9. Juli 2011) wurde Rasarjonowa 16. und kam damit nicht unter die drei triathlètes classants l'equipe ihres Clubs (Emma Moffatt, Sarah Groff and Anja Dittmer). Beim Großen Finale in La Baule (17. September 2011) war sie mit dem 6. Platz in der Einzelwertung die Beste ihres Clubs vor Anja Dittmer. Für Tours liegen wegen des experimentellen Team-Charakters dieses Bewerbes keine Einzelwertungen vor. Beim Eröffnungstriathlon in Nizza (24. April 2011) ging Rasarjonowa nicht an den Start, ihr Verein hätte deswegen disqualifiziert werden müssen, da er nicht wie vorgeschrieben mit fünf, sondern nur mit vier Läuferinnen startete (Vicky Holland, Rabie, Delphine Py, Letot).

### Olympische Sommerspiele 2012
2012 startete sie in London bei den Olympischen Sommerspielen und belegte den 47. Rang. Im Juni 2012 wurde sie in Israel mit der russischen Mixed-Staffel Triathlon-Europameister.
Im Juli 2014 wurde sie im Triathlon Vizestaatsmeisterin.

### Olympische Sommerspiele 2016
Im Mai 2016 wurde sie Sechste bei der Triathlon-Europameisterschaft auf der olympischen Distanz. Alexandra Rasarjonowa qualifizierte sich 2016 zum zweiten Mal für einen Startplatz bei den Olympischen Sommerspielen und sie belegte am 20. August in Rio de Janeiro für Russland den 20. Rang.
Im Juli 2018 wurde sie in Estland Vizeeuropameisterin auf der Triathlon-Sprintdistanz.

### Olympische Sommerspiele 2020
Im Juli 2021 startete sie in Tokio zum dritten Mal im olympischen Triathlon, wurde in diesem Rennen allerdings überrundet. Im August wurde sie Aquathlon-Staatsmeisterin.

## Sportliche Erfolge
| Datum/Jahr    | Rang | Wettbewerb                                           | Austragungsort | Zeit     | Bemerkung                                                                                  |
| ------------- | ---- | ---------------------------------------------------- | -------------- | -------- | ------------------------------------------------------------------------------------------ |
| 27. Juli 2021 | LAP  | Olympische Sommerspiele 2020                         | Tokio          | –        | überrundet                                                                                 |
| 27. Okt. 2018 | 1    | ETU Sprint Triathlon European Cup Final              | Funchal        | 00:56:51 |                                                                                            |
| 9. Aug. 2018  | 22   | ETU Triathlon European Championships                 | Glasgow        | 02:05:44 | Europameisterschaft auf der olympischen Kurzdistanz                                        |
| 20. Juli 2018 | 2    | ETU Sprint Distance Triathlon European Championships | Tartu          |          | Vizeeuropameisterin auf der Sprintdistanz                                                  |
| 27. Aug. 2016 | 2    | RUS Triathlon National Championships                 | Penza          | 02:03:54 | Vizestaatsmeisterin Triathlon – hinter Anastasia Abrosimova                                |
| 20. Aug. 2016 | 20   | Olympische Sommerspiele 2016                         | Rio de Janeiro | 02:01:09 |                                                                                            |
| 17. Juli 2016 | 5    | ITU Triathlon World Championship Mixed Relay         | Hamburg        | 01:21:06 | im Team mit Anastasia Abrosimova, Igor Poljanski und Dmitri Poljanski                      |
| 29. Mai 2016  | 2    | ETU Triathlon European Championship Mixed Relay      | Lissabon       |          | 4 × Mixed Relay; mit Igor Poljanski, Marija Sergejewna Schorez und Dmitri Poljanski        |
| 28. Mai 2016  | 6    | ETU Triathlon European Championships                 | Lissabon       | 02:04:51 | Europameisterschaft auf der olympischen Kurzdistanz                                        |
| 17. Okt. 2015 | 4    | ITU Triathlon World Cup                              | Alanya         | 02:00:20 |                                                                                            |
| 13. Juni 2015 | 7    | Europaspiele 2015                                    | Baku           | 02:04:00 |                                                                                            |
| 6. Juni 2015  | 1    | RUS Triathlon National Championships                 | Russland       | 02:00:57 | Staatsmeisterin Triathlon                                                                  |
| 19. Juli 2014 | 2    | RUS Triathlon National Championships                 | Russland       | 01:57:01 | Vizestaatsmeisterin Triathlon                                                              |
| 18. Aug. 2013 | 3    | RUS Triathlon National Championships                 | Russland       | 02:06:41 | Russische Triathlon-Meisterschaft                                                          |
| 4. Aug. 2012  | 47   | Olympische Sommerspiele 2012                         | London         | 02:09:11 |                                                                                            |
| 22. Apr. 2012 | 1    | ETU Triathlon European Championship Mixed Relay      | Eilat          |          | Europameisterin in der 4er Staffel mit Irina Abyssowa, Dmitri Poljanski und Igor Poljanski |
| 28. Okt. 2011 | 1    | ETU Triathlon European Championship U23              | Eilat          | 02:07:30 | U23-Europameisterin                                                                        |
| 2011          | 1    | RUS Triathlon National Championships                 | Russland       | 02:04:56 | Staatsmeisterin Triathlon                                                                  |

| Datum/Jahr    | Rang | Wettbewerb                          | Austragungsort | Zeit     | Bemerkung                    |
| ------------- | ---- | ----------------------------------- | -------------- | -------- | ---------------------------- |
| 20. Sep. 2013 | 2    | RUS Duathlon National Championships | Russland       | 01:34:22 | Vizestaatsmeisterin Duathlon |

| Datum/Jahr    | Rang | Wettbewerb                           | Austragungsort | Zeit     | Bemerkung                 |
| ------------- | ---- | ------------------------------------ | -------------- | -------- | ------------------------- |
| 28. Aug. 2021 | 1    | RUS Aquathlon National Championships | Kasan          | 00:29:10 | Aquathlon-Staatsmeisterin |

(DNF – Did Not Finish)